# Хрустальненское городское поселение
Хрустальненское городско́е поселе́ние — упразднённое городское поселение в Кавалеровском районе Приморского края.
Административный центр — пгт Хрустальный.

## История
Статус и границы городского поселения установлены Законом Приморского края от 6 декабря 2004 года № 180-КЗ «О Кавалеровском муниципальном районе».
Законом Приморского края от 05 мая 2015 года № 618-КЗ, Кавалеровское городское поселение, Хрустальненское городское поселение, Горнореченское городское поселение, Высокогорское сельское поселение и Рудненское сельское поселение преобразованы, путём их объединения, в Кавалеровское городское поселение с административным центром в посёлке городского типа Кавалерово.

## Население
| 2008  | 2009  | 2010  | 2011  | 2012  | 2013  | 2014  |
| ----- | ----- | ----- | ----- | ----- | ----- | ----- |
| 3578  | ↘3526 | ↘3138 | ↘3114 | ↘3108 | ↘3105 | ↘3094 |
| 2015  |       |       |       |       |       |       |
| ↘3083 |       |       |       |       |       |       |

## Состав городского поселения
В состав городского поселения входит один населённый пункт — пгт Хрустальный.

## Местное самоуправление
Администрация
Адрес: 692426, пгт Хрустальный, ул. Фрунзе, 1. Телефон: 8 (42375) 9-35-14
Глава администрации
- Связинская Галина Андреевна